# 芸汐伝 〜乱世をかける永遠の愛〜
『芸汐伝 〜乱世をかける永遠の愛〜』（ユンシーでん らんせをかけるとわのあい、原題：芸汐伝）は、中国IQIYIにて2018年6月25日 - 2018年8月15日まで放送されたテレビドラマ。全48話。主演はジュー・ジンイー、チャン・ジャーハン。原作は芥沫の『天才小毒妃』。

## 登場人物

### 主要人物
韓芸汐（ハン・ユンシー）
演 - ジュー・ジンイー
天心夫人の女、韓府の大小姐、秦王妃
龍非夜（ロン・フェイイエ）
演 - チャン・ジャーハン
秦王、秦熙の末裔、毒蠱人

### その他
欧陽寧静
演 - リン・スーイー
雲空学院の大小姐、龍非夜の師妹、唐離の妻
顧七少/君亦邪
演 - ミー・ルー
薬鬼谷の谷主、北厲の二皇子
唐離
演 - ワン・ヨウシュオ
秦熙の末裔、龍非夜の皇弟、唐門少主
楚清歌
演 - シュー・ジァチー
西邱国の公主、天寧王妃
百里茗香
演 - シャオ・シュエツォン
百里元隆将軍の幼女、宜太妃の甥女
宜太妃
演 - 譚琍敏
龍非夜の養母
楚西風
演 - 趙毅新
龍非夜の侍衛
趙嬤嬤
演 - 馮麒諾
龍非夜の嬤嬤
韓従安
演 - 盧星宇
韓府の主人、前首席太医、韓芸汐の養父
徐夫人
演 - 童彤
韓府の二姨娘、韓若雪の母
三姨娘
演 - 上官彤
韓府の三姨娘、韓雲逸の母
韓若学
演 - 劉炅然
韓府の二小姐、二姨娘の女
韓雲逸
演 - 金湘棟
韓府の少主、三姨娘の子
白蘇
演 - 謝蕾蕾
顧七少の丫鬟
茱萸
演 - 李淑婷
顧七少の丫鬟
雨沢
演 - 黄露露
花魁
天徽帝
演 - 胡兵
天寧の皇帝、龍非夜の皇兄
顧北月
演 - 李瑞超
太医
太后
演 - 張瑞珈

国舅
演 - 高雄

龍天墨
演 - 孫子航
天寧の皇太子
龍天青
演 - 葛楊曦
天寧の二皇子
長冰公主
演 - 劉秦杉
天寧の公主
蕭貴妃
演 - 陳秀峰
龍天青の母
龍振飛
演 - 衛羽
龍傲天の父
李権
演 - 陳鏡宇
太監
緑蘿
演 - 孫溯夢汐
長冰公主の婢女
白彦青
演 - 李耀敬
毒宗の宗主、韓芸汐の生父
天心夫人
演 - 周睿君
白彦青の妻、韓芸汐の生母
君亦正
演 - 胡文喆
北厲の皇子、黒族の末裔
穆清武
演 - 賀友寧
穆老将軍の子
穆老将軍
演 - 于子寬
穆清武の父
孫慕初
演 - 毛凡
南疆旧部
白嘯川
演 - 常晟
天寧督監
顧承沢
演 - 呂春生
顧北月の父、毒宗
北厲皇帝
演 - 詹俊林
君亦正、君亦邪の父
秦熙皇后
演 - 彭苗苗
龍非夜の母
西邱国王
演 - 于波
楚清歌の父

## 挿入歌
| #  | タイトル                     | 作詞     | 作曲     | 歌手   |
| -- | ---------------------------- | -------- | -------- | ------ |
| 1. | 「落花成泥」(オープニング曲) | 郭徳紫毅 | 墨明棋妙 | 鞠婧禕 |
| 2. | 「歎雲兮」(エンディング曲)   | 郭徳紫毅 | SHIMA    | 鞠婧禕 |
| 3. | 「胭脂緋紅」(挿入歌)         | 甘世佳   | 胡榛     | 林思意 |